# Sisterworld
Sisterworld è il quinto album discografico in studio del gruppo musicale rock statunitense Liars, pubblicato nel 2010.

## Tracce
Testi di Angus Andrew, musiche di Liars.
1. Scissor – 3:39
2. No Barrier Fun – 2:58
3. Here Comes All the People – 3:28
4. Drip – 4:15
5. Scarecrows on a Killer Slant – 4:15
6. I Still Can See an Outside World – 3:14
7. Proud Evolution – 5:03
8. Drop Dead – 3:37
9. The Overachievers – 3:16
10. Goodnight Everything – 4:33
11. Too Much, Too Much – 3:59

CD bonus nell'edizione deluxe
1. Scissor (Pink Dollaz, Lance Whitaker & Transformation Surprise) – 2:42
2. No Barrier Fun (Duetonal aka Alan Vega of Suicide) – 3:00
3. Here Comes All the People (Atlas Sound aka Bradford Cox) – 6:29
4. Drip (Kazu Makino of Blonde Redhead) – 4:07
5. Scarecrows on a Killer Slant (Tunde Adebimpe of TV on the Radio) – 2:30
6. I Still Can See an Outside World (Boyd Rice aka NON) – 3:44
7. Proud Evolution (Thom Yorke 500qd Remix) – 6:00
8. Drop Dead (Fol Chen) – 3:52
9. The Overachievers (Devendra Banhart and the Grogs) – 4:22
10. Goodnight Everything (Melvins) – 5:05
11. Too Much, Too Much (Carter Tutti of Throbbing Gristle) – 4:28